# Tournoi Karjala
La Coupe Karjala, ou Tournoi Karjala, est une compétition annuelle de hockey sur glace. Elle se déroule en Finlande. Son nom vient de son sponsor, la bière Karjala. Le tournoi débute en 1996 dans le cadre de l'Euro Hockey Tour (EHT) dans lequel participent la Tchéquie, la Finlande, la Russie et la Suède. Aujourd'hui, le tournoi voit aussi la participation de la Suisse et du Canada.

## Histoire
Le tournoi est lancé en 1992 sous le nom de Coupe Sauna et fait partie de l'Euro Hockey Tour (EHT) qui fait participer la République tchèque, la Finlande, la Russie et la Suède depuis 1996 jusqu'à ce que le nom de Tournoi Karjala soit adopté. En 1995, le tournoi est joué sous le nom de Coupe Noël en parallèle à la Coupe Pervi Kanal juste avant Noël.

## Palmarès
| Année | Vainqueur | Deuxième | Troisième |
| ----- | --------- | -------- | --------- |
| 1996  | Finlande  | Suède    | Russie    |
| 1997  | Suède     | Tchéquie | Russie    |
| 1998  | Finlande  | Russie   | Tchéquie  |
| 1999  | Finlande  | Russie   | Tchéquie  |
| 2000  | Finlande  | Suède    | Russie    |
| 20011 | Finlande  | Russie   | Suède     |
| 20022 | Finlande  | Tchéquie | Suède     |
| 2003  | Finlande  | Tchéquie | Russie    |
| 2004  | Finlande  | Suède    | Tchéquie  |
| 2005  | Finlande  | Suède    | Russie    |
| 2006  | Russie    | Tchéquie | Suède     |
| 2007  | Russie    | Suède    | Tchéquie  |
| 2008  | Russie    | Tchéquie | Suède     |
| 2009  | Russie    | Finlande | Suède     |
| 2010  | Finlande  | Russie   | Suède     |
| 2011  | Russie    | Finlande | Tchéquie  |
| 2012  | Tchéquie  | Finlande | Russie    |
| 2013  | Finlande  | Russie   | Suède     |
| 2014  | Suède     | Finlande | Russie    |
| 2015  | Suède     | Finlande | Russie    |
| 2016  | Russie    | Tchéquie | Finlande  |
| 2017  | Finlande  | Russie   | Suède     |
| 2018  | Russie    | Finlande | Tchéquie  |
| 2019  | Tchéquie  | Finlande | Russie    |
| 2020  | Russie    | Finlande | Tchéquie  |
| 2021  | Suède     | Finlande | Russie    |
| 2022  | Suède     | Suisse   | Tchéquie  |
| 2023  | Tchéquie  | Suède    | Finlande  |
| 2024  | Finlande  | Tchéquie | Suisse    |